# Мосягино (Московская область)
Мося́гино — деревня в Орехово-Зуевском муниципальном районе Московской области. Входит в состав сельского поселения Ильинское. Население — 11 чел. (2010).

## Расположение
Деревня Мосягино расположена в юго-западной части Орехово-Зуевского района, примерно в 43 км к югу от города Орехово-Зуево. По северо-западной окраине деревни протекает река Десна. Высота над уровнем моря 131 м.

## Название
Название связано с некалендарным личным именем Мосяга или производной формой от личного имени Моисей.

## История
В 1926 году деревня являлась центром Мосягинского сельсовета Ильинской волости Егорьевского уезда Московской губернии, имелась школа 1-й ступени.
До 2006 года Мосягино входило в состав Ильинского сельского округа Орехово-Зуевского района.

## Население
В 1926 году в деревне проживало 397 человек (168 мужчин, 229 женщин), насчитывалось 95 крестьянских хозяйств. По переписи 2002 года — 14 человек (7 мужчин, 7 женщин).
| 1926 | 2002 | 2006 | 2010 |
| ---- | ---- | ---- | ---- |
| 397  | ↘14  | ↘12  | ↘11  |